# Chiesa di Santa Chiara (L'Aquila)
La chiesa di Santa Chiara con il monastero attiguo, è un edificio religioso dell'Aquila, situata nel quarto di San Giovanni.

## Storia
Si trova sotto via XX Settembre, nel Parco naturale delle Acque, è sede dell'Ordine dei Frati Cappuccini. Sorse durante il pellegrinaggio di San Francesco d'Assisi e Santa Chiara in Italia, dunque nel XIII secolo, sede dell'ordine dei Francescani (in questo caso delle Clarisse) in un lotto all'interno delle mura (zona Porta Lucoli), il corrispettivo edificio dell'Ordine era il monastero di San Francesco a Palazzo, oggi sede del Convitto nazionale. e il monastero fu accresciuto nel XV sec. La chiesa è legata all'ordine dei Cappuccini, che all'Aquila risiedevano in due monasteri: San Giuseppe fuori le mura, fondato nel 1540 da frate Matteo da Leonessa, e quello di San Michele dentro le mura, del 1609, fondato da Francesco Vestarini. I conventi furono soppressi nel 1866: quello di San Michele verrà demolito per la costruzione del neoclassico Palazzo dell'Emiciclo. I frati si trasferirono a Santa Maria del Soccorso presso il cimitero, dove risiedevano gli Olivetani, la cui congrega fu soppressa nel 1904. I francescani poterono rientrate a Santa Chiara nel 1940.
Il monastero femminile era conosciuto come "Santa Chiara d'Acquili" perché sorgeva sopra una chiesetta risalente all'XI secolo, menzionata anche nel diploma di Corrado IV di Svevia come Sancta Maria de Acquili nel 1254 per l'approvazione della fondazione della città, che si trovava nel locale di "Acquilio", ossia il Borgo Rivera, dove si sviluppò nel XIII secolo il primo nucleo abitativo aquilano. La chiesa in seguito ospitò le Clarisse, che la riedificarono quasi daccapo, tralasciato un portale laterale in stile romanico, unico elemento della chiesa originale. Il convento era stato già riaperto il 4 ottobre 1879 per volere dell'arcivescovo Monsignor Luigi Filippo, riacquistato subito grande importanza. Nel 1891 vi fu istituito un seminario di teologia e di filosofia, chiuso a causa di mancanza di studenti nel 1969. Il convento divenne allora sede di noviziato provinciale, fino al 1974, riaprendo successivamente, fino al 2009 (e nuovamente nel 2016 dopo la ricostruzione post sisma) di una scuola di noviziato per i giovani non solo abruzzesi, ma anche umbri, laziali e marchigiani.
Nel convento furono celebrati i capitoli provinciali del 1888, 1891, 1894 e 1909, e ininterrottamente dal 1919 fino ad oggi. In quell'anno per volere del Ministro Provinciale dell'Aquila venne istituita anche una biblioteca provinciale aperta al pubblico, ben fornita di volumi di qualsiasi disciplina culturale. I restauri più recenti del convento ci furono nel 1959 per via dei danni bellici, nel 1980, e infine dopo il terremoto del 2009. La chiesa principale ha pianta rettangolare con facciata in marmo a coronamento orizzontale, divisa a metà da cornice marcapiano, e verticalmente da quattro paraste. L'insieme dell'asse portale-finestrone è assai sobrio e semplice. Il convento si snoda sulla destra, a pianta quadrangolare, con chiostro e piazzale centrale. Anche l'interno, a causa delle varie soppressioni e spoliazioni, si presenta assai semplice, specialmente dopo le ripuliture del 1960, che hanno conferito un sobrio aspetto neoclassico in stucco bianco, mostrando una navata unica con le volte a crociera, che ricordano la precedente costruzione medievale. L'altare maggiore è moderno, consacrato il 4 ottobre 1960, con rinnovo del presbiterio e degli scanni lignei laterali per accogliere il tabernacolo. Gli altari laterali sono stati rimossi.
A poca distanza da questa chiesa, in Discesa Santo Spirito, si trova la storica torre-ospedale di Santo Spirito dei Bastardi. Si tratta di una chiesa fortificata a pianta quadrata, esistente sin dalla fondazione della città, e di proprietà dei Celestini dal 1288. La chiesa, danneggiata nel 2009, è stata riaperta nel 2015.